# Sommets de plus de 8 000 mètres d'altitude

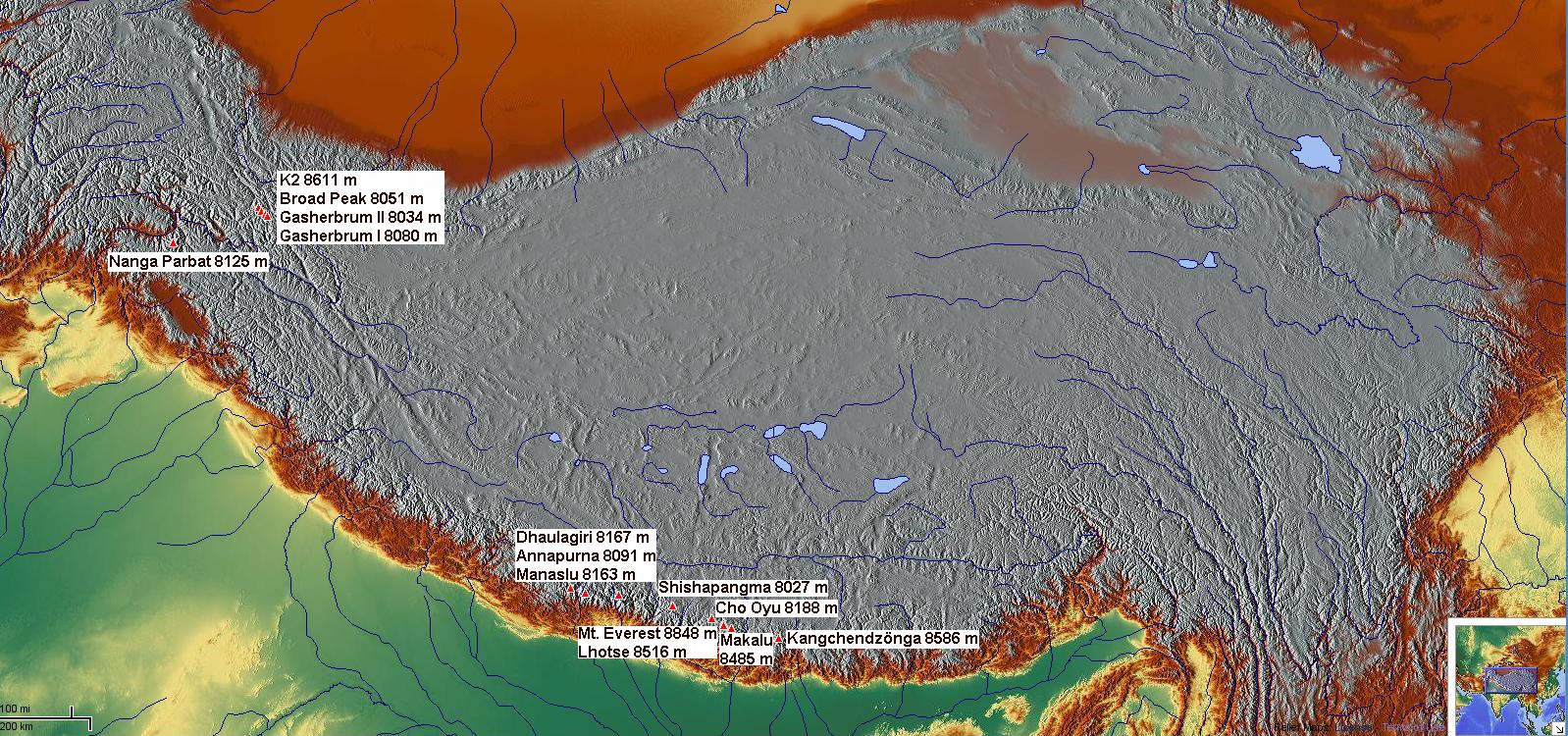
Situation géographique des sommets de plus 8000 mètres dans le Karakoram et l'Himalaya.

Les sommets de plus de 8 000 mètres d'altitude sont au nombre de quatorze en ne tenant compte que des sommets principaux. Dix sont situés dans le massif de l'Himalaya et quatre dans le Karakoram, partagés entre l'Inde, le Pakistan, le Népal et la Chine. Le premier sommet à avoir été gravi a été l'Annapurna I, le 3 juin 1950, par les alpinistes français Maurice Herzog et Louis Lachenal. Les autres ont tour à tour été gravis pour la première fois dans les années 1950 et au début des années 1960.

## Historique
Au milieu du XIXe siècle, ces hauts sommets restent une terre inconnue pour les Occidentaux qui inventent l'alpinisme dans les Alpes. Il faut attendre le début du siècle suivant pour voir les prémices d'expéditions vers ces sommets. L'altitude de 7 500 mètres est dépassée en 1909 par le duc des Abruzzes. Après la Première Guerre mondiale, c'est le Royaume-Uni avec George Leigh Mallory qui initie une longue série d'ascensions : avant la Seconde Guerre mondiale, une vingtaine de tentatives sont effectuées pour vaincre ces quelques rares 8 000.
Si l'attirance vers les sommets de plus de 8 000 mètres date donc de nombreuses décennies et reste internationale, historiquement, certaines nations ont eu tendance à s'attacher à un sommet, voire à s'acharner parfois : l'Everest pour les Britanniques, le Nanga Parbat de façon tragique pour les Allemands surtout dans la première moitié du XXe siècle, l'Annapurna après guerre pour les Français et, dans une moindre mesure, les Américains sur le K2. Le Népal reste fermé jusqu'après la Seconde Guerre mondiale, interdisant l'accès à de nombreux sommets. Lorsque le pays s'ouvre vers 1950 (et que le Tibet annexé par la Chine se referme), huit sommets de plus de 8 000 mètres deviennent « accessibles », dont trois jamais approchés par les Occidentaux car entièrement situés au Népal, comme le Dhaulagiri ou l'Annapurna. Ce dernier est gravi par Maurice Herzog et Louis Lachenal ce qui va contribuer à populariser, pas seulement en France, ces hauts sommets.
Au début du XXe siècle les ascensions sont poussées par une volonté sportive mais également voire surtout nationaliste ; vers la fin de XXe siècle, l'aspect touristique prend le dessus. L'Everest devient un sommet très fréquenté, trop selon certains alpinistes confirmés. Mais la vente des permis par les autorités népalaises rapporte des millions de dollars tous les ans.

## Les quatorze sommets
| #  | Sommet                                           | Image          | Altitude (m) | Situation        | Coordonnées                       | Première ascension | Premiers grimpeurs                                                                       | Origine de l'expédition |
| -- | ------------------------------------------------ | -------------- | ------------ | ---------------- | --------------------------------- | ------------------ | ---------------------------------------------------------------------------------------- | ----------------------- |
| 1  | Everest (ou Sagarmatha ou Chomolangma)           | Everest        | 8 849        | Chine / Népal    | 27° 59′ 17″ nord, 86° 55′ 31″ est | 29 mai 1953        | Edmund Hillary et Tenzing Norgay                                                         | Britannique             |
| 2  | K2 (ou Mont Godwin-Austen ou Chogori ou Dapsang) | K2             | 8 611        | Chine / Pakistan | 35° 52′ 57″ nord, 76° 30′ 48″ est | 31 juillet 1954    | Achille Compagnoni et Lino Lacedelli                                                     | Italienne               |

Schéma de comparaison des altitudes des quatorze sommets de plus de huit mille mètres (pointes rouges ou roses) et des sept sommets et sept seconds sommets, plus hauts et deuxièmes plus hauts sommets de chaque continent.

| 3  | Kangchenjunga (ou Kanchanfanga)                  | Kangchendjunga | 8 586        | Inde / Népal     | 27° 42′ 09″ nord, 88° 08′ 54″ est | 25 mai 1955        | George Band et Joe Brown                                                                 | Britannique             |
| 4  | Lhotse                                           | Lhotse         | 8 516        | Chine / Népal    | 27° 57′ 42″ nord, 86° 56′ 00″ est | 18 mai 1956        | Fritz Luchsinger et Ernst Reiss                                                          | Suisse                  |
| 5  | Makalu (ou Makalufeng)                           | Makalu         | 8 485        | Chine / Népal    | 27° 53′ 21″ nord, 87° 05′ 19″ est | 15 mai 1955        | Jean Couzy et Lionel Terray                                                              | Française               |
| 6  | Cho Oyu                                          | Cho Oyu        | 8 201        | Chine / Népal    | 28° 05′ 39″ nord, 86° 39′ 39″ est | 19 octobre 1954    | Joseph Joechler, Pasang Dawa Lama et Herbert Tichy                                       | Autrichienne            |
| 7  | Dhaulagiri (ou Aulagiri)                         | Dhaulagiri     | 8 167        | Népal            | 28° 41′ 54″ nord, 83° 29′ 15″ est | 13 mai 1960        | Kurt Diemberger, Peter Diener, Nawang Dorje, Nima Dorje, Ernst Forrer et Albin Schelbert | Suisse                  |
| 8  | Manaslu (ou Kutang)                              | Manaslu        | 8 163        | Népal            | 28° 33′ 00″ nord, 84° 33′ 35″ est | 9 mai 1956         | Toshio Imanishi et Gyalzen Norbu                                                         | Japonaise               |
| 9  | Nanga Parbat (ou Diamir)                         | Nanga Parbat   | 8 126        | Pakistan         | 35° 14′ 15″ nord, 74° 35′ 21″ est | 3 juillet 1953     | Hermann Buhl                                                                             | Autrichienne            |
| 10 | Annapurna I (ou Morshiadi)                       | Annapurna I    | 8 091        | Népal            | 28° 35′ 46″ nord, 83° 49′ 13″ est | 3 juin 1950        | Louis Lachenal et Maurice Herzog                                                         | Française               |
| 11 | Gasherbrum I (ou K5 ou Hidden Peak)              | Hidden Peak    | 8 080        | Chine / Pakistan | 35° 43′ 28″ nord, 76° 41′ 47″ est | 5 juillet 1958     | Andrew Kauffman et Peter Schoening                                                       | Américaine              |
| 12 | Broad Peak (ou Falchen Kangri ou K3)             | Broad Peak     | 8 047        | Chine / Pakistan | 35° 48′ 39″ nord, 76° 34′ 06″ est | 9 juin 1957        | Hermann Buhl, Kurt Diemberger, Marcus Schmuck et Fritz Wintersteller                     | Autrichienne            |
| 13 | Gasherbrum II (ou K4)                            | Gasherbrum II  | 8 035        | Chine / Pakistan | 35° 45′ 30″ nord, 76° 39′ 12″ est | 9 juillet 1956     | Josef Larch, Fritz Moravec et Hans Willenpart                                            | Autrichienne            |
| 14 | Shishapangma (ou Gosainthan ou Xixabangma)       | Shishapangma   | 8 027        | Chine            | 28° 21′ 08″ nord, 85° 46′ 47″ est | 2 mai 1964         | Dix grimpeurs conduits par Hsu Ching                                                     | Chinoise                |

## Les sommets secondaires
Treize des 14 sommets de plus de 8 000 m sont dits ultra-proéminents, c'est-à-dire que leur proéminence est supérieure à 1 500 m. Le Lhotse n'a lui qu'une proéminence de 610 m par rapport au col Sud qui le sépare de l'Everest. Une vingtaine de sommets secondaires de plus de 8 000 m sont également identifiés, avec des proéminences de quelques dizaines de mètres. Seul le sommet central du Broad Peak (8 011 m), a une proéminence supérieure à 150 m (181 m). Quelques-unes de ces pointes sont encore vierges.
| Sommet principal        | Sommet                                  | Altitude           | Proéminence | Premiers grimpeurs                                                                 | Date            |
| ----------------------- | --------------------------------------- | ------------------ | ----------- | ---------------------------------------------------------------------------------- | --------------- |
| Everest (8 849 m)       | Sommet Sud                              | 8 748 m            | 11 m        | Tom Bourdillon et Charles Evans                                                    | 26 mai 1953     |
| Everest (8 849 m)       | Épaule Nord-Est                         | 8 423 m            | 19 m        | vierge                                                                             |                 |
| Everest (8 849 m)       | Pointe Nord-Est III                     | 8 383 m            | 13 m        | Russell Brice et Harry Taylor                                                      | 6 août 1988     |
| Everest (8 849 m)       | Sommet Ouest                            | 8 296 m            | 30 m        | Dušan Podbevšek et Roman Robas                                                     | 12 mai 1979     |
| K2 (8 611 m)            | Sommet Sud-Ouest                        | 8 580 m            | 30 m        | Eiho Ohtani et Nazir Sabir                                                         | 7 août 1981     |
| K2 (8 611 m)            | pointe 8134 (arête sud-ouest)           | 8 134 m            | 35 m        | vierge                                                                             |                 |
| Kangchenjunga (8 586 m) | Yalung Kang ou Sommet Ouest             | 8 505 m            | 135 m       | Yutaka Ageta et Takao Matsuda                                                      | 14 mai 1973     |
| Kangchenjunga (8 586 m) | Sommet Sud                              | 8 476 m            | 116 m       | Eugeniusz Chrobak et Wojciech Wróż                                                 | 19 mai 1978     |
| Kangchenjunga (8 586 m) | Sommet central                          | 8 473 m            | 63 m        | Wojciech Brański, Andrzej Heinrich et Kazimierz Olech                              | 22 mai 1978     |
| Kangchenjunga (8 586 m) | Épaule du Yalung Kang                   | 8 077 m            | 40 m        | vierge                                                                             |                 |
| Kangchenjunga (8 586 m) | Sommet sud-est                          | 8 150 m            | 30 m        | vierge                                                                             |                 |
| Lhotse (8 516 m)        | Lhotse central I                        | 8 410 m            | 65 m        | Alexei Bolotov, Piotr Kuznetsov, Sergei Timofeev et Evgeni Vinogradski             | 23 mai 2001     |
| Lhotse (8 516 m)        | Lhotse Shar (en)                        | 8 382 m            | 72 m        | Josef Mayerl et Rolf Walter                                                        | 12 mai 1970     |
| Lhotse (8 516 m)        | Lhotse central II ou Lhotse central Est | 8 372 m            | 37 m        | vierge (pointe sur l'arête entre le Lhotse Central I et le Lhotse Shar             |                 |
| Lhotse (8 516 m)        | Lhotse Pointe Nord III                  | 8 327 m            | 10 m        | vierge                                                                             |                 |
| Lhotse (8 516 m)        | Lhotse Pointe Nord II                   | 8 307 m            | 12 m        | vierge                                                                             |                 |
| Lhotse (8 516 m)        | Lhotse Pointe Nord I                    | 8 290 m            | 10 m        | vierge                                                                             |                 |
| Nanga Parbat (8 125 m)  | Sommet Sud                              | 8 042 m            | 30 m        | Ueli Bühler                                                                        | 17 août 1982    |
| Annapurna I (8 091 m)   | Sommet central                          | 8 051 m ou 8 013 m | 49 m        | Udo Bönning, Ludwig Greissl et Heinz Oberrauch                                     | 3 octobre 1980  |
| Annapurna I (8 091 m)   | Sommet Est                              | 8 013 m ou 7 986 m | 65 m        | José Manuel Anglada, Emilion Civis, Jorge Pons                                     | 29 juillet 1974 |
| Broad Peak (8 051 m)    | Sommet central                          | 8 011 m            | 181 m       | Kazimierz Głazek, Marek Kęsicki, Janusz Kuliś, Bohdan Nowaczyk et Andrzej Sikorski | 28 juillet 1975 |
| Shishapangma (8 027 m)  | Sommet central                          | 8 008 m            | 30 m        | Makato Hara, Hiro Komamiya, Hirofumi Konishi                                       | 10 octobre 1982 |

## Difficultés
Les difficultés particulières pour gravir les sommets de plus de 8 000 m, décrites dans la plupart des ouvrages autobiographiques des himalayistes, sont les suivantes :
- l'altitude à cause de la pression atmosphérique environ trois fois plus basse à 8 500 m qu'au niveau de la mer, et de la température qui décroît de 6,4 °C en moyenne tous les 1 000 m de dénivelé dans la troposphère. La pression est donnée par la formule du nivellement barométrique. La basse pression peut produire le mal aigu des montagnes (MAM). Même sans subir le MAM, chacun voit déjà ses performances considérablement diminuées sous basse pression. De plus, l'organisme ne peut rester longtemps à cause de cela au-dessus de 8 000 m d'altitude sans s'épuiser : en particulier, il se fatigue plus qu'il ne se repose même la nuit à l'abri d'un campement. Pour cette raison, il est difficile d'enchaîner plusieurs ascensions de 8 000 m, et dangereux de passer plus de 24 heures au-delà de cette altitude (dite zone de la mort) surtout sans apport artificiel d'oxygène ;
- les quantités de neige phénoménales peuvent conduire à des avalanches géantes sur terrain raide. Sur terrain moins raide, il y a accumulation importante de neige puis de glace : les énormes séracs suspendus sont à craindre, tout comme les chutes de glace ;
- l'isolement (absence de route) empêche les secours classiques, et oblige d'emporter un ou deux mois de ravitaillement et de matériel pour les grimpeurs et les porteurs, plus ou moins nombreux selon le type d'expédition ;
- les conditions météorologiques inadaptées pendant la mousson, et ne donnant pas souvent des périodes de beau temps suffisamment stables en dehors pour réussir facilement les ascensions. Des vents de 200 km/h, un froid glacial (pouvant conduire à de graves gelures et à l'hypothermie) et des chutes de neige abondantes effaçant rapidement toutes les traces ne sont pas rares. Il y a dix 8 000 en Himalaya et quatre de plus au nord dans le Karakoram ; Adam Bielecki explique en complément que pour les dix premiers, « le climat au pied des montagnes est subtropical. […] les marches d'approche commencent dans des jungles pleines d'animaux sauvages et de sangsues. Dans le Karakoram, tout est différent. La mousson n'atteint pas les montagnes, le climat est continental et sec […]. Le trek vers les hauts sommets commence dans un semi-désert. L'hiver y est en moyenne 10 °C plus froid qu'en Himalaya, et les vents soufflent à 40 km/h plus fort. […] À cause de ces différences, les alpinistes ont d'abord gravi en hiver tous les 8 000 de l'Himalaya avant d'attaquer ceux du Karakoram, à l'exception du Nanga Parbat[19]. »

Les difficultés ont considérablement diminué depuis les débuts de l'himalayisme en raison de plusieurs facteurs :
- amélioration du matériel et de la technique alpine (vêtements d'alpinisme, matériel d'escalade…) ;
- amélioration des transmissions et des prévisions météorologiques, évitant certaines prises de risque ;
- amélioration des techniques d'acclimatations ;
- existence de cartographie et de photos-satellite, etc.

Les himalayistes ont ainsi pu réussir des ascensions auparavant inenvisageables.

## Compétition
Une compétition s'est installée entre les grimpeurs de haut niveau pour celui qui serait le premier à gravir les 14 sommets. C'est finalement l'Italien Reinhold Messner qui a été le premier en 1986. Les concurrents qui ont suivi sont le Polonais Jerzy Kukuczka, et le Suisse Erhard Loretan.
Depuis lors, des dizaines d'alpinistes (dont quelques femmes) ont réussi l'ascension des quatorze « 8 000 », même si cette performance reste exceptionnelle. Parmi eux, nombre y sont parvenus sans jamais avoir utilisé de bouteille d'oxygène.
Ce classement est toutefois sujet à caution. Au terme d'une vaste enquête, le chroniqueur Eberhard Jurgalski (de) déclare dans une publication parue le 8 juillet 2022 qu'il n'y aurait dans les faits que trois alpinistes qui auraient réellement atteint le point sommital exact des 14 sommets, : Ed Viesturs, Veikka Gustafsson et Nirmal Purja Pun Magar, tous les autres ayant au moins une fois conclu leur ascension sur une antécime ou s'étant arrêté avant d'atteindre le sommet, en particulier sur l'Annapurna I, le Dhaulagiri et le Manaslu,,,.
L'Espagnole Edurne Pasaban est la première femme alpiniste à avoir gravi les 14 sommets de plus de huit mille mètres, le 17 mai 2010, en arrivant au sommet du Shishapangma : elle avait commencé cette compétition en 2001. En avril 2010, la Sud-Coréenne Oh Eun-sun s'était présentée comme la première femme à avoir accompli cet exploit. Mais les soupçons sur son ascension du Kangchenjunga, mise en doute par la fédération coréenne d'alpinisme, de surcroît considérée comme « contestée » par la spécialiste de l'himalayisme Elizabeth Hawley, ont conduit à ne lui reconnaître, pour le moment, que 13 sommets atteints.
Edurne Pasaban a fait usage à deux reprises d'un apport d'oxygène artificiel (notamment pour l'ascension de l'Everest), alors que le challenge consistant, pour une femme, à boucler les quatorze « 8 000 » sans assistance respiratoire a été réussi pour la première fois par l'Autrichienne Gerlinde Kaltenbrunner, qui a terminé par l'ascension du K2 le 23 août 2011.
En 2019, six ans après avoir gravi son premier 8 000, le Népalais Nirmal Purja réussit l'enchaînement des quatorze 8 000 en 189 jours, l'ancien record étant de 7 ans. Ce record est battu par Kristin Harila en 2023 en 3 mois et 1 jour. À l'inverse, l'Espagnol Òscar Cadiach accomplit son dernier sommet 33 ans après son premier. En moyenne, les alpinistes mettent 14 ans pour faire les 14 ascensions.
En 2024, Nima Rinji Sherpa devient à 18 ans le plus jeune à avoir gravi les 14 sommets.
Liste des 50 premières personnes ayant gravi les 14 sommets de plus de huit mille mètres :
| Ordre | Ordre femmes | Nom                    | Période : 1er-14e sommet | Nationalité                 |
| ----- | ------------ | ---------------------- | ------------------------ | --------------------------- |
| 1     |              | Reinhold Messner       | 1970-1986                | Italien                     |
| 2     |              | Jerzy Kukuczka         | 1979-1987                | Polonais                    |
| 3     |              | Erhard Loretan         | 1982-1995                | Suisse                      |
| 4     |              | Carlos Carsolio        | 1985-1996                | Mexicain                    |
| 5     |              | Krzystof Wielicki      | 1980-1996                | Polonais                    |
| 6     |              | Juanito Oiarzabal      | 1985-1999                | Espagnol                    |
| 7     |              | Sergio Martini         | 1983-2000                | Italien                     |
| 8     |              | Park Young-seok        | 1993-2001                | Coréen                      |
| 9     |              | Um Hong-gil (en)       | 1988-2001                | Coréen                      |
| 10    |              | Alberto Iñurrategi     | 1991-2002                | Espagnol                    |
| 11    |              | Han Wang-yong (en)     | 1994-2003                | Coréen                      |
| 12    |              | Edmund Viesturs        | 1989-2005                | Américain                   |
| 13    |              | Silvio Mondinelli (en) | 1993-2007                | Italien                     |
| 14    |              | Iván Vallejo           | 1997-2008                | Équatorien                  |
| 15    |              | Denis Urubko           | 2000-2009                | Kazakh                      |
| 16    |              | Ralf Dujmovits (en)    | 1990-2009                | Allemand                    |
| 17    |              | Veikka Gustafsson      | 1993-2009                | Finlandais                  |
| 18    |              | Andrew Lock            | 1993-2009                | Australien                  |
| 19    |              | João Garcia            | 1993-2010                | Portugais                   |
| 20    |              | Piotr Pustelnik        | 1990-2010                | Polonais                    |
| 21    | 1            | Edurne Pasaban         | 2001-2010                | Espagnole                   |
| 22    |              | Abele Blanc            | 1992-2011                | Italien                     |
| 23    |              | Mingma Sherpa          | 2000-2011                | Népalais                    |
| 24    | 2            | Gerlinde Kaltenbrunner | 1998-2011                | Autrichienne                |
| 25    |              | Vassili Pivtsov        | 2001-2011                | Kazakh                      |
| 26    |              | Maxut Zhumayev (en)    | 2001-2011                | Kazakh                      |
| 27    |              | Kim Jae-soo            | 1990-2011                | Sud-coréen                  |
| 28    |              | Mario Panzeri          | 1988-2012                | Italien                     |
| 29    |              | Hirotaka Takeuchi      | 1995-2012                | Japonais                    |
| 30    |              | Chhang Dawa Sherpa     | 2001-2013                | Népalais                    |
| 31    |              | Kim Chang-ho           | 2005-2013                | Sud-coréen                  |
| 32    |              | Jorge Egocheaga        | 2002-2014                | Espagnol                    |
| 33    |              | Radek Jaroš (en)       | 1998-2014                | Tchèque                     |
| 34=   | 3            | Nives Meroi            | 1998-2017                | Italienne                   |
| 34=   |              | Romano Benet           | 1998-2017                | Italien Slovène             |
| 36    |              | Peter Hámor            | 1998-2017                | Slovaque                    |
| 37    |              | Azim Gheychisaz        | 2008-2017                | Iranienne                   |
| 38    |              | Ferran Latorre         | 1999-2017                | Espagnol                    |
| 39    |              | Òscar Cadiach (en)     | 1984-2017                | Espagnol                    |
| 40    |              | Kim Mi-gon             | 2000-2018                | Sud-coréen                  |
| 41    |              | Sanu Sherpa            | 2006-2019                | Népalais                    |
| 42    |              | Nirmal Purja           | 2014-2019                | Népalais                    |
| 43    |              | Mingma Gyabu Sherpa    | 2010-2019                | Népalais                    |
| 44    |              | Kim Hong-bin           | 2006-2021                | Sud-coréen                  |
| 45    |              | Nima Gyalzen Sherpa    | 2004-2022                | Népalais                    |
| 46    |              | Dong Hong Juan         | 2015-2023                | Chinois                     |
| 47    | 4            | Kristin Harila         | 2021-2023                | Norvégienne                 |
| 48    | 5            | Sophie Lavaud          | 2012-2023                | Française Suisse Canadienne |
| 49    |              | Tunç Fındık            | 2001-2023                | Turque                      |
| 50    |              | Tenjen Lama Sherpa     | 2016-2023                | Népalais                    |

### Contestés
| Nom | Période   | Naissance | Âge | Nationalité  |
| --- | --------- | --------- | --- | ------------ |
| Fausto De Stefani (it) (Lhotse 1997) (Son partenaire Sergio Martini a gravi le Lhotse en 2000, Fausto De Stefani est resté derrière.) | 1983–1998 | 1952      | 46  | Italien      |
| Alan Hinkes (Cho Oyu 1990), (Alan Hinkes est arrivé au sommet traditionnel mais pas au sommet technique du Cho Oyu en avril 1990.)    | 1987–2005 | 1954      | 53  | Britannique  |
| Vladislav Terzyul (Shishapangma Ouest 2000, Broad Peak 1995,), (Il n'est pas arrivé au sommet du Shishapangma.)                       | 1993–2004 | 1953      | 49  | Ukraine      |
| Oh Eun-sun (Kangchenjunga 2009), (Plusieurs sommets sont contestés.)                                                                  | 1997–2010 | 1966      | 44  | Corée du Sud |
| Carlos Pauner (Shishapangma 2012) (Pauner n'a pas atteint le sommet du Shishapangma en 2012.)                                         | 2001–2013 | 1963      | 50  | Espagne      |
| Zhang Liang (Shishapangma 2018), (L'expédition chinoise se serait arrêtée au sommet central.)                                         | 2000–2018 | 1964      | 54  | Chine        |

## Accidents mortels
Encore aujourd'hui, l'ascension d'un sommet de plus de huit mille mètres reste donc une entreprise risquée, même pour des alpinistes de très haut niveau. L'accès à la zone de la mort reste toujours dangereux.
Certains de ces 14 sommets sont bien plus mortels que d'autres et environ un quart des victimes sont des sherpas. Certains sommets connaissent ainsi des taux de mortalité élevés lorsque l'on estime ces derniers en rapportant le nombre de décès au nombre de tentatives réussies. L'Everest regroupe un quart des morts, mais le taux de mortalité est faible comparativement à sa fréquentation, même si les grimpeurs peuvent « croiser » jusqu'à 150 cadavres reposant sur les pentes de cette montagne, sur les différents itinéraires. Proportionnellement, l'Annapurna est le plus dangereux : en juillet 2008, on y totalisait 153 ascensions réussies pour 64 décès sur ses pentes (soit un rapport décès/ascension de près de 32 %). Viennent ensuite, selon le même calcul, le K2 (23 %) puis le Nanga Parbat dit la « montagne tueuse » (22 %). L'Everest s'avère en comparaison un sommet bien moins dangereux : le taux de décès rapporté aux ascensions victorieuses est de 5,70 %. Sommet avec deux camps de base très organisés (des agences spécialisées y sont établies), des voies fréquentées et moins engagées que le K2 ou le Nanga Parbat déjà cités, l'encadrement y est supérieur aux autres sommets.
De nombreux alpinistes expérimentés sont décédés lors de l’ascension ou la descente d'un « 8 000 ». Ainsi, en 1989, deux ans seulement après avoir gravi les quatorze 8 000, Jerzy Kukuczka perd la vie dans une nouvelle tentative d'ascension du Lhotse. En 1995, Benoît Chamoux disparaît lors de l'ascension de son onzième 8 000 mètres. En 2000, l'alpiniste basque espagnol Félix Iñurrategi disparaît lors de la descente du Gasherbrum II (son douzième 8 000). En 2006, l'alpiniste Jean-Christophe Lafaille perd la vie dans les pentes du Makalu, après onze 8 000 mètres gravis, sans oxygène et la plupart du temps en solitaire ou en ouvrant de nouveaux itinéraires. En juillet 2009, la Sud-coréenne Go Mi Sun meurt lors de la descente du Nanga Parbat, son onzième « 8 000 ». Tomasz Mackiewicz est porté disparu dans la descente du Nanga Parbat alors qu'il a réussi à atteindre le sommet en style alpin avec Élisabeth Revol, après sa septième tentative.